# Roman Longchamps de Bérier
Roman Longchamps de Bérier (ur. 9 sierpnia 1883 we Lwowie, zm. 4 lipca 1941 tamże) – polski prawnik cywilista, członek Komisji Kodyfikacyjnej RP, ostatni rektor Uniwersytetu Jana Kazimierza we Lwowie.

## Życiorys

### Pochodzenie i rodzina
Wywodził się ze znanej rodziny lwowskiej pochodzenia francuskiego. Był synem Bronisława – doktora medycyny i wojskowego oraz Heleny Rieger. Od 1915 żonaty z Anielą Strzelecką, z którą miał czterech synów: Bronisława (1916–1941), Zygmunta (1918–1941), Kazimierza (1920–1941) i Jana (ur. 1928).

### Wykształcenie
W 1901 ukończył gimnazjum we Lwowie. W latach 1901–1905 studiował na Wydziale Prawa i Umiejętności Politycznych Uniwersytetu Lwowskiego. W czasie studiów pracował na seminariach: prof. Ignacego Koschembahr-Łyskowskiego, Władysława Ochenkowskiego, Aleksandra Dolińskiego, Ernesta Tilla, Marcelego Chlamtacza i Władysława Abrahama. W 1906 uzyskał tam tytuł doktora praw. W tym samym roku rozpoczął pracę w Prokuratorii Skarbu we Lwowie, którą wykonywał do 1920.
Po zakończeniu studiów kontynuował zainteresowania naukowe pod kierunkiem prof. E. Tilla. W roku akademickim 1907/1908 przebywał na studiach uzupełniających w Berlinie pracując na seminariach profesorów Theodora Kippa oraz Josepha Kohlera. Po powrocie ze studiów opracował bardzo cenną do dziś monografię pt. Studia nad istotą osoby prawniczej (Lwów 1911). W 1916 habilitował się z prawa prywatnego austriackiego na Wydziale Prawa Uniwersytetu Lwowskiego. Referentami przedstawionych rozpraw, spośród których głównymi były: wymieniona monografia o istocie osoby prawnej oraz rozprawa pt. „Rękojmia z powodu wad i braków a obowiązek świadczenia” (Lwów 1916), byli prof. E. Till oraz prof. A. Doliński.

### Udział w walkach o Lwów
W czasie walk o Lwów, w listopadzie 1918 był członkiem Milicji Obywatelskiej oraz Ochotniczej Ligi Obywatelskiej, za co został potem odznaczony Krzyżem Obrony Lwowa bez mieczy oraz Krzyżem Małopolskich Oddziałów Armii Ochotniczej.

### Kariera akademicka
1 maja 1920 mianowany został profesorem nadzwyczajnym prawa cywilnego na Wydziale Prawa i Umiejętności Politycznych Uniwersytetu Jana Kazimierza we Lwowie. Dwa lata później, 1 sierpnia 1922 r., mianowany profesorem zwyczajnym na tymże wydziale. W latach 1920–1939 wykładał również prawo cywilne w Katolickim Uniwersytecie Lubelskim. Od 1933 był członkiem przybranym Towarzystwa Naukowego we Lwowie, a od 1931 członkiem korespondentem Polskiej Akademii Umiejętności. W 1936 został powołany w skład Trybunału Kompetencyjnego i zasiadał w jego składzie.
Na Uniwersytecie Jana Kazimierza pełnił szereg funkcji i godności. Po 1930 został kierownikiem Studium Sądowego na Wydziale Prawa Uniwersytetu Jana Kazimierza we Lwowie. W latach 1923/24 i 1929/30 – 1931/32 był dziekanem Wydziału Prawa UJK; w latach 1924/25 i 1932/33 – 1933/34 prodziekanem, a w latach 1934/35 – 1937/38 prorektorem UJK. Zarządzeniem z 7 stycznia 1938 wprowadził tzw. „getto ławkowe”. Na przełomie czerwca/lipca 1939 został wybrany rektorem na lata 1939–1941. Godność tę objął ex lege 1 września 1939 i sprawował do 18 października 1939, kiedy to został odwołany przez władze radzieckie, a jego miejsce zajął Ukrainiec Mychajło Marczenko. We wrześniu 1939 jako rektor UJK stanął na czele Komitetu Obywatelskiego Obrony Lwowa. W styczniu 1940 został zwolniony z pracy w uniwersytecie (wraz z większością polskich profesorów i młodszych pracowników naukowych Wydziału Prawa). Przywrócony ponownie jesienią 1940. W latach 1940–1941 wykładał prawo cywilne skupiając się na wybranych zagadnieniach z radzieckiego prawa zobowiązań.

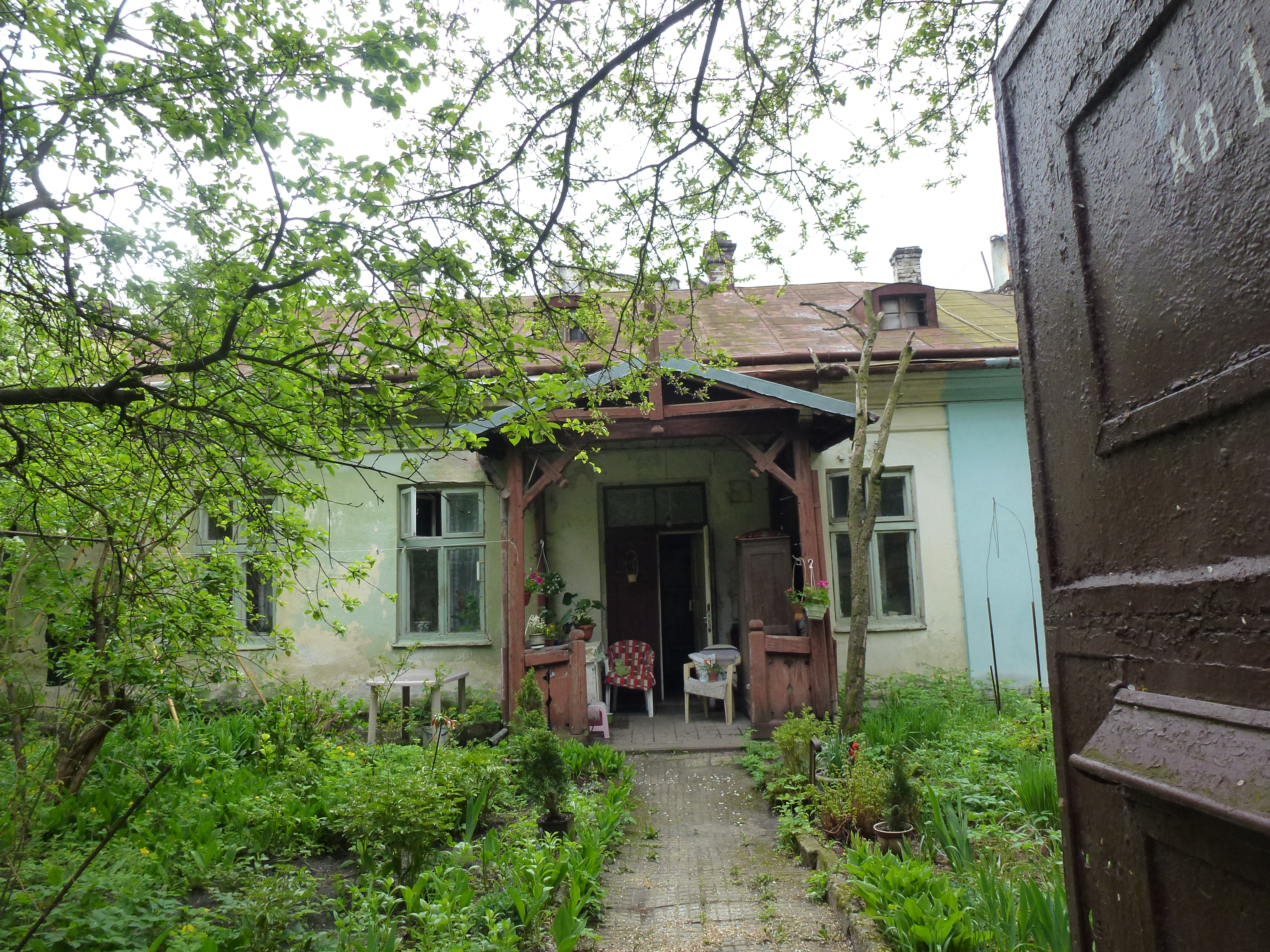
Lwów, ul. Karpińskiego 11. Dom rodziny Longchamps de Berier, z którego na rozstrzelanie hitlerowcy zabrali w dniu 3 lipca 1941 r. prof. Romana Lonchamps de Berier z trzema synami: Bronisławem, Kazimierzem i Zygmuntem

### Mord profesorów lwowskich
Kilka dni po wkroczeniu do Lwowa wojsk niemieckich, w nocy z 3 na 4 lipca 1941, został wraz z trzema dorosłymi synami aresztowany przez hitlerowców.  Tej samej nocy, po brutalnym przesłuchaniu w bursie Abrahamowiczów, został zamordowany przez Niemców na Wzgórzach Wuleckich we Lwowie wraz z trzema synami: Bronisławem i Zygmuntem, absolwentami Politechniki Lwowskiej, oraz Kazimierzem, absolwentem liceum. Z masakry ocalała żona Aniela oraz najmłodszy, 13-letni syn Jan. W czasie okupacji niemieckiej pracowali oboje w Instytucie Badań nad Tyfusem Plamistym prof. Rudolfa Weigla), co dawało skromne środki na utrzymanie. W wyniku wysiedleń Polaków z Kresów Wschodnich w 1946 wyjechali ze Lwowa.

## Dorobek naukowy
Największym dziełem Longchamps de Bériera był kodeks zobowiązań z 1933 i związana z nim praca w Komisji Kodyfikacyjnej Rzeczypospolitej Polskiej. W skład Komisji Kodyfikacyjnej RP powołany został w 1922. Przygotowywał wspólnie z prof. E. Tillem oraz lwowskim gronem Komisji Kodyfikacyjnej projekt części ogólnej kodeksu, a następnie projekt części szczegółowej. Po śmierci prof. Tilla został głównym referentem projektu doprowadzając do przyjęcia go przez Komisję Kodyfikacyjną, a następnie wprowadzenia do polskiego porządku prawnego mocą rozporządzenia Prezydenta RP. Po ukończeniu dzieła rozpoczął opracowywanie niezwykle cennego do dziś: Uzasadnienia projektu kodeksu zobowiązań z uwzględnieniem ostatecznego tekstu projektu, Warszawa 1934–1939. Wydał wówczas, wchodzące dziś do klasyki polskiej myśli prawniczej dzieło: Zobowiązania (wyd. 1, Lwów 1934–38, wyd. 2, Lwów 1939, wyd. 3, Poznań 1948, wyd. 4, anastatyczne, Poznań 1999).
Uczestniczył w wielu naukowych zjazdach prawniczych i konferencjach w Polsce i w Europie: Zjazdach Prawników Polskich, Kongresach Prawa Porównawczego w Hadze (1932, 1937), międzynarodowym tygodniu prawniczym w Paryżu (1937), Zjeździe Prawników Państw Słowiańskich w Bratysławie (1933). Uczestniczył w pracach nad projektami zjednoczenia prawa obligacyjnego w Europie. Był jednym z inicjatorów powołania (1937) i prezesem Porozumienia Prawniczego Polsko-Francuskiego.
Roman Longchamps de Bérier przez cały czas kontynuował dzieło swego mistrza prof. E. Tilla. Wydawał po jego śmierci „Przegląd Prawa i Administracji”, którego wcześniej był redaktorem. Aktywnie działał w Lwowskim Towarzystwie Prawniczym, zostając w 1938 jego prezesem.
Uczniami Romana Longchamps de Bériera byli m.in.: Kazimierz Przybyłowski, Józef Fiema, Adam Radziszowski, Jurij Fedynskyi, Adam Karpuszko, Izrael Blei, Seweryn Rosmarin.

## Ordery i odznaczenia
- Krzyż Komandorski Orderu Odrodzenia Polski (11 listopada 1934)[6]
- Krzyż Obrony Lwowa
- Krzyż Małopolskich Oddziałów Armii Ochotniczej
- Oficer Orderu Legii Honorowej (Francja)[7]

## Literatura
- A. Redzik, Roman Longchamps de Berier (1883–1941), „Kwartalnik Prawa Prywatnego” 2006, z. 1, s. 5–108.
- A. Redzik, Longchamps de Bérier – zarys dziejów rodu, [w:] Lwów: miasto – społeczeństwo – kultura, t. V – Ludzie Lwowa, red. K. Karolczak, Kraków 2005, s. 245–270 + 5 zdjęć + drzewo genealogiczne.
- K. Przybyłowski, Ś.p. Roman Longchamps, PiP 1947, z. 5–6, s. 64–68,
- K. Przybyłowski, Longchamps de Berier Roman (1883–1941), [w:] Polski słownik biograficzny, t. XVII, Wrocław 1972, s. 543–544.
- J. Kodrębski, Roman Longchamps de Berier, [w:] Lwowskie środowisko naukowe w latach 1939–1945. O Jakubie Karolu Parnasie, red. naukowa I. Stasiewicz-Jasiukowa, Warszawa 1993, [wyd. 4], s. 120–126.
- J. Górecka, Wspomnienia Romana Longchamps de Bérier z naukowej podróży do Berlina, [w:] Z dziejów i dnia dzisiejszego turystyki, pod red. Romana Nowackiego, Opole 2005, s. 31–37.
- Zygmunt Albert Kaźń profesorów lwowskich – lipiec 1941 / studia oraz relacje i dokumenty zebrane i oprac. przez Zygmunta Alberta Wrocław 1989, Wydawnictwo Uniwersytetu Wrocławskiego, ISBN 83-229-0351-0 wersja elektroniczna.
- Roman Longchamps de Berier (1883–1941). Profesor lwowski i lubelski, red. Antoni Dębiński i Magdalena Pyter. Wydawnictwo KUL, Lublin 2011. ISBN 978-83-7702-321-1.
- Jan Draus: Uniwersytet Jana Kazimierza we Lwowie 1918–1946. Portret kresowej uczelni. Kraków: Księgarnia Akademicka, 2007, s. 25–26. ISBN 978-83-7188-964-6.